# Zvonko Jazbec
Zvonko Jazbec (Youngtown, Ohio, 7. rujna 1911. – Zagreb, 15. ožujka 1970.), hrvatski nogometni reprezentativac i nogometni trener.

## Igračka karijera

### Klupska karijera
Imao je tek četiri godine kad se s ocem vratio iz Amerike, pa su ga svi nazivali Jazbec–Amerikanac. Kao srednjoškolac došao je u Concordiju, ali kao atletičar. Vježbao je trčanje kod Miroslava Dobrina.
Nogomet je započeo kao 10–godišnjak u klubu Zagreb. U nogometnu momčad Concordije došao je 1928., nakon utakmice njegovog kluba protiv Concordije, nastupio na mjestu srednjeg braniča, Izgubili su, ali je «Amerikanac» Jazbec bio vrlo zapažen i iz Concordije su mu rekli: «Mali, pa ti si i onak concordijaš, ostavi se Zagreba, dođi k nama na nogomet – pusti tu atletiku»! Tako je Jazbec postao concordijaš. 
Sjajno igrao srednjaka, ali nije počeo na tom mjestu, prvi put u Concordiji zaigrao je na lijevom krilu. Iako to nije njegovo mjesto, ipak je zadovoljio, potom su ga stavili na lijevog veznog, potom na desno krilo. Na tom mjestu je igrao gotovo dvije godine. Uvijek ga je nekako vuklo u sredinu. Na jednoj utakmici s BSK–om igrao je toliko loše da je i sam kazao: «Ja više nemrem napred, stavite me u sredinu»! No, u to vrijeme je na mjestu zadnjeg braniča igrao Đuka Agić, pa mu se ta želja nije mogla ispuniti. Ipak, kada je Agić 1937. prestao igrati, došao je na mjesto zadnjeg braniča, pa zadnjeg veznog igrača, gdje je davao najbolje igre. Tu se ustalio do završetka karijere.

### Reprezentativna karijera
Zanimljivo je da je on jedini igrač koji nije bio član Građanskog, koji je igrao u prvoj utakmici hrvatske nogometne reprezentacije (2. travnja 1940. – Hrvatska – Švicarska 4:0), pa su ga prozvali «zelenom vranom» (prema boji dresova Concordije). 
Nastupio 10 puta u A i 1 put u B reprezentaciji Jugoslavije, 3 puta za hrvatsku nogometnu reprezentaciju, te 13 puta za reprezentaciju Zagrebačkog nogometnog podsaveza.

## Trenerska karijera
Bio je trener u klubovima Kvarner Rijeka, Orijent Sušak, Varteks Varaždin i Tekstilac Zagreb.